# Sukodadi (Sukarami)
Sukodadi is een bestuurslaag in het regentschap Palembang van de provincie Zuid-Sumatra, Indonesië. Sukodadi telt 15.963 inwoners (volkstelling 2010).